# Nouvelle Vague
Nouvelle Vague (französisch für Neue Welle) ist eine einflussreiche Bewegung des französischen Kinos, die in zwei Phasen verlief. Die erste, weniger beachtete, fand bereits 1918 ihren Anfang und wurde maßgeblich von Marcel L’Herbier geprägt. Ihre Fortsetzung fand die Nouvelle Vague dann in ihrer bedeutenderen Phase in den späten 1950er Jahren.

## Die Anfänge
Der Begriff Nouvelle Vague geht auf die französische Journalistin Françoise Giroud zurück, die diesen im Herbst 1957 als Chefredakteurin in der Zeitschrift L'Express in einem Artikel erstmals für die um 1930 geborene Generation in Frankreich verwendete. Mit der Bezeichnung Nouvelle Vague fasste Giroud den öffentlichen Eindruck einer konsumorientierten Jugend zusammen, die sich mehr für schnelle Autos und Popmusik interessierte als für politische Themen. Im späteren Verlauf wurde der Terminus aber zunehmend filmhistorisch akquiriert und ab dem Jahr 1959 von der Presse synonym für unzählige Debütfilme in Frankreich verwendet.
Filmhistorisch bildeten sich innerhalb der Nouvelle Vague zwei verschiedene Axiome heraus: Nach dem Ersten Weltkrieg formte sich in der Stummfilmzeit eine eher inhomogene avantgardistische Szene, deren berühmteste Vertreter Abel Gance, René Clair sowie Jean Cocteau waren. Die Entwicklung wurde nachhaltig durch den Zweiten Weltkrieg unterbrochen. Ende der 1950er Jahre entstand dann in Frankreich eine Bewegung unter jungen Cinéasten und den Pionieren der ersten Welle, die sich gegen die eingefahrene Bildsprache und den vorhersagbaren Erzählfluss des etablierten kommerziellen Kinos wandte. Sie griffen die Ideen und Vorstellungen der Vertreter dieser ersten Welle auf. Bekannte Regisseure der Nouvelle Vague waren zuvor Autoren der Cahiers du cinéma. In ihren Artikeln stellten sie sich gegen die Verbiederung und die Vorhersehbarkeit des französischen Qualitätskinos (cinéma de qualité) und propagierten vor allem Filme von Regisseuren wie Alfred Hitchcock, Jean Renoir und Roberto Rossellini.
1954 veröffentlichte François Truffaut den Artikel Eine gewisse Tendenz im französischen Film (Une certaine tendance du cinéma français). Dieser Text gilt als erste eigene theoretische Grundlage der Nouvelle Vague und wendet sich vor allem gegen jene Drehbuchschreiber, die uninspiriert Romanvorlagen adaptieren, ohne selbst einen Bezug zum Kino zu haben. Die Forderung: „Männer des Kinos“ sollten Kino machen und sich nicht von Schriftstellern vorschreiben lassen, was verfilmbar sei und was nicht.

## Werke
Der Begründer der Nouvelle Vague, François Truffaut, betonte, sein Freund Jacques Rivette habe mit „Paris nous appartient“ („Paris gehört uns“) die Nouvelle Vague eingeleitet. Doch es war Truffaut selbst, als er mit Sie küssten und sie schlugen ihn („Les quatre cents coups“) 1959 als Regisseur debütierte. War er ein Jahr zuvor noch wegen seiner Kritik als Filmkritiker in Cannes ausgeschlossen, so gewann er mit seinem Debüt den Preis als bester Regisseur. Der 13-jährige Held Antoine Doinel, gespielt von Jean-Pierre Léaud, war Truffauts Alter Ego. Ein Jahr später drehte sein damaliger Freund und Mitstreiter Jean-Luc Godard, basierend auf einem Skript von Truffaut, sein Debüt Außer Atem („À bout de souffle“), und somit war die Nouvelle Vague etabliert.
Jean-Luc Godard wurde mit der Zeit experimenteller gegen Sehgewohnheiten, brachte Schrift-Parolen unter, bei Truffaut blieben die Experimente visuell und erzählerisch. Gemein blieb ihnen der Einsatz Jean-Pierre Léauds, der auch bei Godard spielte (u. a. Masculin – Feminin oder: Die Kinder von Marx und Coca-Cola, Made in USA, Die Chinesin, Die fröhliche Wissenschaft) Truffaut war behänder in der Erzählweise, welches sich vor allem durch seine bislang unerreichte Leichtigkeit trotz oftmals schwerer Themen auszeichnet. Hatte sich Claude Chabrol auf Kriminalfilme und das Sezieren der Bourgeoisie spezialisiert und Godard auf politische Agitprop, blieb Truffauts Genrevielfalt beachtlich: Auf sein Jugenddrama folgte ein experimenteller Gangsterfilm (Schießen Sie auf den Pianisten), auf zwei gegensätzliche Dreiecksgeschichten (Jules und Jim, Die süße Haut) und einen Science-Fiction-Film (Fahrenheit 451) drehte Truffaut die poetische Liebeskomödie Geraubte Küsse, in der sich sein Alter Ego Antoine Doinel für seine Jugendliebe Christine Darbon, gespielt von Claude Jade, entscheidet. Truffaut begleitet das Paar Antoine und Christine weiter mit den Filmen Tisch und Bett und Liebe auf der Flucht, einem Übergang vom Experiment zum romantischen Erzähler, der auch bei diesen Werken, die Filmkunst und Unterhaltung verbinden, visuell und erzählerisch experimentell bleibt.
Neben den Filmen von Truffaut und Godard zählen auch die Werke von Alain Resnais (Hiroshima, mon amour), Claude Chabrol (Schrei, wenn du kannst) und Louis Malle (Das Irrlicht) zu den herausragenden Filmen der Nouvelle Vague.

### Politik der Autoren
Begründet auf den Schriften Alexandre Astrucs und unter Federführung von André Bazin, dem Chefredakteur und einem der Gründer der Cahiers, entwickelten sie die Politik der Autoren (politique des auteurs). Diese Politik forderte vom Regisseur, sich an allen Schritten der Filmproduktion zu beteiligen, um so einen eigenen persönlichen Stil entwickeln zu können. Mit dieser charakteristischen Handschrift des Regisseurs sollten die Filme persönlicher und individueller werden und aus dem Schattendasein der Literatur treten. Dabei werde nicht der einzelne Film eines Regisseurs bewertet, sondern immer sein Gesamtwerk. Was zähle, sei das Verhältnis eines Autors zu seinem Film, was sich in der Art seiner Umsetzung ausdrücke. Er unterscheide sich vom Regisseur (réalisateur), der stets nur die vom Drehbuchschreiber vorgeschriebene Geschichte umsetze. Autor (auteur) sei daher, wer Beobachtetes wiedererschafft (recréer). Er könne insofern einem fremden Stoff durch Bearbeitung und Transzendierung seinen persönlichen Stempel aufdrücken. Die Politik der Autoren soll aber nicht mit dem Autorenfilm in Deutschland verwechselt werden. Auch eine Übersetzung mit Auteur-Theorie sei falsch, da sie die mit ihr verbundenen Forderungen an die Regisseure unterschlägt.

Michel Marie begreift die Nouvelle Vague als eine Kunst-Schule (école artistique). Die Politik der Autoren könne in diesem Sinne als ästhetisches Programm verstanden werden, wonach der Autor seine Weltanschauung (vision du monde) dem Film einschreibt. Der feste Korpus von Debütfilmen, die sich auf ein gemeinsames Programm beziehen und als Nouvelle Vague wahrgenommen werden, spricht ebenfalls dafür, von einer Schule zu sprechen. Ein fester Gruppenzusammenhang wird durch die publizistische Unterstützung der Filmzeitschriften (Cahiers du cinéma) gefördert und vor allem 
 – Michel Marie betont dies ausdrücklich – existieren gemeinsame Feinde: die Autoren der Rive Gauche, versammelt um die wesentlich politisiertere Filmzeitschrift Positif.
Impulsgeber und Vorläufer der Nouvelle Vague sind im italienischen Neorealismus, in Dokumentarfilmen von Regisseuren wie Jean Rouch und in den US-amerikanischen B-Movies zu suchen.

## Ästhetik
Durch die Entwicklung neuer, leichterer Kameras und lichtempfindlicheren Filmmaterials war es den Filmemachern erstmals möglich, ohne künstliches Licht zu drehen und außerhalb der Filmstudios mit der Handkamera zu arbeiten. Die Fotografie des Kameramanns Raoul Coutard war dabei prägend für die visuelle Ästhetik.
Die Regisseure engagierten vor allem junge unbekannte Schauspieler und weniger die etablierten Filmstars. Musik spielte eine wichtige Rolle in den Filmen, ebenso waren außergewöhnliche Erzählstile und neue Filmtechniken charakteristisch, wie beispielsweise die Schnitttechnik des Jump Cut; in Dialogszenen verlaufen Sprache und Bildmontage statt der üblichen Schuss-Gegenschuss-Montage oftmals asynchron. Es entstand der Essayfilm.
Die entwickelten Effekte und Erzähltechniken werden noch heute verwendet, auch in kommerziellen Filmen und der Werbung.

## Das Ende der Nouvelle Vague

François Truffaut und seine Hauptdarstellerin und einstige Verlobte Claude Jade bei der Vorpremiere zu ihrem dritten gemeinsamen Film, Liebe auf der Flucht, 1979

Bis zu welcher zeitlichen Grenze von einem zusammenhängenden Phänomen einer Nouvelle Vague gesprochen werden kann, darüber gibt es unter Filmtheoretikern unterschiedliche Auffassungen. Manche Kritiker der Nouvelle Vague sahen ihr Ende bereits wenige Monate nach der großen Anerkennung von Truffauts Sie küssten und sie schlugen ihn (Les Quatre Cents Coups) auf dem Festival von Cannes gekommen. So schrieb Michel Audiard schon im November 1959 in der Zeitschrift „Arts“: „Es wäre unlogisch, von ihnen weiterhin in der Gegenwartsform zu sprechen. Die Nouvelle Vague ist tot. Und man erkennt, was sie im Grunde immer war: viel eher ‚verblasen‘ (vague) als neu (nouvelle).“
Dies sollte sich nicht bewahrheiten. Große Erfolge, künstlerische wie kommerzielle, standen erst noch bevor: 1962 Resnais’s Letztes Jahr in Marienbad (L’Année dernière à Marienbad) und 1963 Godards Die Verachtung (Le Mépris), 1962 Truffauts Jules und Jim (Jules et Jim) und 1964 Demys Die Regenschirme von Cherbourg (Les Parapluies de Cherbourg). Dennoch zeichneten sich in den folgenden Jahren deutlichere Differenzen innerhalb der Nouvelle Vague ab: Querelen in den Cahiers du cinéma (1963 die Ablösung Rohmers als Chefredakteur durch Rivette); unterschiedliche Positionen zum Nouveau Roman (verkörpert z. B. durch Marguerite Duras, Drehbuch-Autorin von Hiroshima, mon amour, und Alain Robbe-Grillet, Drehbuch-Autor von Letztes Jahr in Marienbad); mehr und mehr auch politische Differenzen (z. B. bezüglich Godards sich anbahnender Hinwendung in Richtung Maoismus, ab 1967 mit Die Chinesin (La Chinoise)).
Frieda Grafe sieht den Mai 1968 als Schlusspunkt der Nouvelle Vague: „Durch eine ... Entscheidung von (André) Malraux brach 68 das Festival in Cannes zusammen, als Henri Langlois die Leitung der Cinémathèque genommen werden sollte. Das war das Ende der Nouvelle Vague, danach kamen die Kinder von Marx und Coca-Cola.“ Frieda Grafe zufolge sind Geraubte Küsse von 1968 und stilistisch Tisch und Bett, wieder von Truffaut mit Léaud und Jade, die letzten Nouvelle-Vague-Filme. Es werden Die Mama und die Hure (1973) von Eustache und Truffauts Liebe auf der Flucht (1979) als spätere Werke mit Elementen dazugezählt. Godards 1990 entstandener Film Nouvelle Vague ist eine essayistische Referenz.

## Auswirkungen auf das New Hollywood
Die Nouvelle Vague beeinflusste vor allem das New Hollywood. Die Person des Regisseurs gewann dadurch eine zentrale Bedeutung bei der Produktion vor den Studios. Tatsächlich gingen viele der inhaltlichen und stilistischen Entwicklungen des New Hollywood auf die wegweisenden Filme der französischen Nouvelle Vague zurück. Die meisten New-Hollywood-Regisseure bewunderten Regisseure wie François Truffaut und Jean-Luc Godard sowie Ingmar Bergman und Michelangelo Antonioni. Sie hatten für die standardisierten Kommerzfilme Hollywoods nur Verachtung übrig und wollten einer individuellen Vision folgen. Sie wollten Filme drehen, die tiefgründig, subtil, leicht und künstlerisch relevant waren.

## Wichtige Regisseure

### Kern
- Claude Chabrol
- Jean-Luc Godard
- Jacques Rivette
- Éric Rohmer
- Jacques Rozier
- François Truffaut

### Rive Gauche und erweiterter Kreis
- Jacques Demy
- Jean Eustache
- Louis Malle
- Chris Marker
- Alain Resnais
- Jean-Marie Straub
- Agnès Varda

## Bekannte Schauspieler
- Maurice Ronet ("Le feu follet")
- Jeanne Moreau ("Jules et Jim")
- Stéphane Audran ("Les bonnes femmes")
- Charles Aznavour ("Tirez sur le pianiste")
- Jean-Paul Belmondo ("Pierrot le fou")
- Jean-Claude Brialy ("Les cousins")
- Claude Jade ("Baisers volés")
- Anna Karina ("Une femme est une femme")
- Bernadette Lafont ("Le beau Serge")
- Jean-Pierre Léaud ("Les 400 coups")
- Michel Piccoli ("Le mépris")
- Jean Seberg ("À bout de souffle")
- Delphine Seyrig ("L'année dernière à Marienbad")
- Anne Wiazemsky ("La Chinoise")

## Kameraleute
- Néstor Almendros
- Raoul Coutard
- Henri Decaë
- Jean Rabier

## Bedeutende Filme
- Fahrstuhl zum Schafott (Louis Malle, 1958)
- Die Enttäuschten („Le Beau Serge“, Claude Chabrol, 1958)
- Hiroshima, mon amour (Alain Resnais, 1959)
- Sie küssten und sie schlugen ihn („Les Quatre cents coups“, François Truffaut, 1959)
- Außer Atem („À bout de souffle“, Jean-Luc Godard, 1960)
- Schießen Sie auf den Pianisten („Tirez sur le pianiste“, F. Truffaut, 1960)
- Paris gehört uns („Paris nous appartient“, Jacques Rivette, 1961)
- Letztes Jahr in Marienbad („L’année dernière à Marienbad“, Alain Resnais, 1961)
- Lola, das Mädchen aus dem Hafen (Jacques Demy, 1961)
- Eine Frau ist eine Frau ("Une femme est une femme", Jean-Luc Godard, 1961)
- Mittwoch zwischen 5 und 7 („Cléo de 5 à 7“, Agnès Varda, 1962)
- Die Geschichte der Nana S. („Vivre sa vie“, J.-L. Godard, 1962)
- Adieu Philippine (Jacques Rozier, 1962)
- Jules und Jim („Jules et Jim“, F. Truffaut, 1962)
- Die süße Haut („La peau douce“, F. Truffaut, 1963)
- Die Außenseiterbande („Bande à part“, J.-L. Godard, 1964)
- Die Regenschirme von Cherbourg  („Les parapluies de Cherbourg“, Jacques Demy, 1964)
- Elf Uhr nachts („Pierrot le fou“, J.-L. Godard, 1965)
- Viva Maria!, (Louis Malle, 1965)
- Die Mädchen von Rochefort  („Les demoiselles de Rochefort“, Jacques Demy, 1967)
- Geraubte Küsse („Baisers volés“, F. Truffaut, 1968)
- Die untreue Frau („La femme infidèle“, Claude Chabrol, 1969)
- Meine Nacht bei Maud („Ma nuit chez Maud“, Éric Rohmer, 1969)
- Tisch und Bett („Domicile conjugal“, F. Truffaut, 1970)
- Die Mama und die Hure („La Maman et la putain“, Jean Eustache, der häufig als Nachzügler der Vague gesehen wird, 1973)

## Zitate
Jean-Pierre Melville, gelegentlich als „Vater der Nouvelle Vague“ bezeichnet, antwortete im Gespräch mit Rui Nogueira auf die Frage, was er vom „Stil der Nouvelle Vague“ halte: „Aber es gibt doch gar keinen ‚Stil der Nouvelle Vague‘! Die Nouvelle Vague war nur eine preiswerte Art, Filme zu machen. Das ist alles.“
Jean-Luc Godard, in einer Passage seiner Geschichte(n) des Kinos (Histoire(s) du cinéma) zur Nouvelle Vague: „Unser einziger Irrtum war zu glauben, dass es ein Anfang war, ... dass die Quatre Cents Coups (Truffauts Film Sie küssten und die schlugen ihn) fortdauern würden, wobei sie tatsächlich doch schon abflauten.“

## Filme über die Nouvelle Vague
- 1995: Jean-Luc Godard: Die neue Welle (Une vague nouvelle) = Kapitel 3(b) der Geschichte(n) des Kinos (Histoire(s) du cinéma).
- 2010: Drehbuch: Antoine de Baecque, Regie: Emmanuel Laurent: Godard trifft Truffaut (Deux de la Vague).